# ЕКО-маркет
ЕКО МАРКЕТ — українська мережа супермаркетів, що нараховує 114 торговельних об'єктів у 14 регіонах.. В мережі представлені харчові продукти, побутова хімія, побутові товари першої необхідності. Також є своє виробництво — кулінарія та пекарні, в деяких магазинах є власні кондитерські цехи.

## Історія
2003 — відкрито перший продуктовий супермаркет у Чернігові на вул. Рокосовського 7. Цього ж року були відкриті супермаркети в Сумах, Запоріжжі, Кременчуці, Одесі та Черкасах.[джерело?]
2004 — кількість супермаркетів мережі зросла до 18 закладів.
2006 — мережа налічувала 28 магазинів.
2007 — загальна кількість супермаркетів зросла до 42, а торговельна площа мережі — до 40 720 кв. м. Географія присутності мережі розширилася до 14 регіонів України, магазини з'явилися в АР Крим, Донецькій області, у Вінниці, Миколаєві та Луганську.
У жовтні 2007 року в першому рейтингу українських торговельних мереж (журнал «Деньги.ua») мережу визнано найкращою національною мережею за критеріями цінової політики, асортименту та якості обслуговування.
2008 — кількість супермаркетів збільшилася до 48, географія присутності — до 15 регіонів. 2008 року товарообіг склав 1,7 млрд грн. Чистий прибуток становив 1,312 млрд грн (+76,2 % у порівнянні з попереднім роком). 
30 грудня 2008 — відкрито супермаркет у Костянтинівці.
2009 — товарообіг склав 2,1 млрд грн, також відкрито 9 магазинів.
2010 — товарообіг склав 2,65 млрд грн, відкрито 3 нових магазини, загальну кількість склала 68.
У 2011 році було відкрито 20 супермаркетів «ЕКО маркет», що стало рекордом за кількістю відкриттів для мережі. Нові магазини відкривалися в Києві, Фастові (Київська обл.), Чернігові, Житомир, Кременчуці (Полтавська обл.), Охтирці, Шостці, Ромнах (Сумська обл.), Херсоні та Димитрові (Донецька обл.). Товарообіг мережі склав 3,3 млрд грн.
2013 — відкрито 100-й магазин — у Києві на вул. Радунській. На листопад мережа налічувала 99 магазинів.
У 2015 році компанія викупила мережу супермаркетів «Бімаркет», що у Києві та містах-супутниках. 
2016 — 114 магазинів.
2020 — близько 150 магазинів у 62 містах України.

## Повномаштабне вторгнення
9 серпня 2024 року о 11:04 — російські війська завдали ракетного удару по гіпермаркету «ЕКО-маркет» в Костянтинівці. Унаслідок влучення російської ракети Х-38 14 людей загинули, ще 44 поранено. На місці влучання ракети рятувальники розібрали 76 тонн будівельних конструкцій.
4 травня 2025 року, російський БПЛА влучив в магазин у Києві , поряд з ТРЦ DREAM. Обійшлося без постраждалих у магазині.